# أليكساندر باشليت
أليكساندر باشليت (بالفرنسية: Alexandre Bachelet)‏ هو سياسي فرنسي، ولد في 6 يناير 1866 في باد كاليه في فرنسا، وتوفي في 1 أغسطس 1945 في باريس في فرنسا. حزبياً، نشط في الحزب الشيوعي الفرنسي وFrench Section of the Workers' International ‏. وقد انتخب عضو مجلس الشيوخ في الجمهورية الفرنسية الثالثة وانتخب عضو المجلس العام ‏ وانتخب رئيس بلدية ‏.